# Arnošt Lamprecht
Arnošt Lamprecht (19. října 1919 Štítina u Opavy – 2. května 1985 Brno) byl český jazykovědec, fonetik, dialektolog, profesor a pedagog University Jana Evangelisty Purkyně.

## Život
Pocházel z dělnické rodiny, jeho otec byl v době Německé okupace Čech, Moravy a Slezska umučen při výslechu gestapem. Na brněnské filozofické fakultě vystudoval slavistiku.
K jeho učitelům po válce patřili zejména: bohemisté František Trávníček a Adolf Kellner, indoevropeista Václav Machek, paleoslovenista Josef Kurz a zakladatel české školy literární komparatistiky Frank Wollman. Po ukončení vysokoškolského studia učil několik let na brněnských středních školách. Trvale začal působit na brněnské filozofické fakultě od roku 1950 – zprvu jako odborný asistent, poté docent a v roce 1962 převzal jako profesor vedení katedry slavistiky a indoevropeistiky (fúzí s jazykovědnou částí bývalé katedry bohemistiky) po výše uvedeném Václavovi Machkovi.

## Publikace
- Středoopavské nářečí, 1949
- Vývoj českého hláskosloví a tvarosloví, 1962
- Slovník středoopavského nářečí, 1963
- Vývoj mluvnického systému, 1965
- Vývoj fonologického systému českého jazyka, 1966
- Dějiny českého jazyka ve Slezsku a na Ostravsku, 1967
- Studie ze slovanské fonologie a dialektologie, 1969
- Vývoj mluvnického systému českého jazyka, 1970
- České nářeční texty, 1976
- Historický vývoj češtiny – Hláskosloví, tvarosloví, skladba, 1977
- Historická mluvnice češtiny, 1986
- Praslovanština, 1987